# Arthur A. Ross
Pour les articles homonymes, voir Arthur Ross et Ross.

Arthur Albert Ross est un scénariste américain né le 4 février 1920 à Chicago (Illinois) et mort le 11 novembre 2008 à Los Angeles (Californie).

## Filmographie

### Cinéma
- 1942 : Au pays du rythme de George Marshall
- 1946 : San Quentin (en) de Gordon Douglas
- 1946 : Vacation in Reno (en) de Leslie Goodwins
- 1947 : Beat the Band (en) de John H. Auer
- 1948 : Rusty Leads the Way de Will Jason (en)
- 1949 : La Brigade des stupéfiants de Laslo Benedek
- 1949 : Kazan de Will Jason (en)
- 1950 : Revenue Agent de Lew Landers
- 1952 : Okinawa de Leigh Jason
- 1953 : The Stand at Apache River de Lee Sholem
- 1954 : L'Étrange Créature du lac noir de Jack Arnold
- 1956 : La créature est parmi nous de John Sherwood
- 1959 : The 30 Foot Bride of Candy Rock (en) de Sidney Miller
- 1960 : Les Voyages de Gulliver de Jack Sher
- 1965 : La Grande Course autour du monde de Blake Edwards
- 1980 : Brubaker de Stuart Rosenberg

### Télévision
- 1952 : Schlitz Playhouse of Stars (1 épisode)
- 1953 : Life with Father (1 épisode)
- 1953-1954 : The Red Skelton Show (4 épisodes)
- 1954 : General Electric Theater (1 épisode)
- 1954 : Crown Theatre with Gloria Swanson (1 épisode)
- 1956-1959 : Zane Grey Theater (2 épisodes)
- 1959 : The Rough Riders (1 épisode)
- 1959 : Bonne chance M. Lucky (1 épisode)
- 1959 : The DuPont Show with June Allyson (1 épisode)
- 1960 : Peter Gunn (1 épisode)
- 1962 : Kraft Mystery Theater (1 épisode)
- 1963 : Dr. Kildare (1 épisode)
- 1964-1965 : Suspicion (8 épisodes
- 1972 : Mannix (1 épisode)
- 1973 : Satan's School for Girls (téléfilm)
- 1975 : The Desperate Miles (téléfilm)
- 1978 : Love Is Not Enough (téléfilm)

## Nominations
- Writers Guild of America Award 1966 : Meilleur scénario de comédie américaine pour La Grande Course autour du monde
- Oscars du cinéma 1981 : Oscar du meilleur scénario original pour Brubaker	Nominated